# José Antonio Sánchez Valencia
José Antonio Sánchez Valencia (Carmona, provincia de Sevilla, 13 de diciembre de 1965), conocido como «El Niño», fue un ciclista español. Es considerado como uno de los ciclistas sevillanos más importantes de los años 1980 y principio de los 1990.

## Biografía
Debutó en el 1988 como profesional en el equipo Caja Rural (88-89), después de haber ganado la vuelta a Zamora en 1987. Fichó por el equipo Artiach-Royal en los años 90-91-92.

## Palmarés
- 1987 1.º General vuelta Zamora
- 1990 2.º Prólogo volta Portugal, Lisboa
- 1990 3.º Quinta etapa Volta Portugal, Caldas de Rainha
- 1990 1.º Undécima etapa Volta Portugal, Lamego
- 1991 1.º Segunda etapa Volta Portugal, Portalegre
- 1993 1.º Quinta etapa Vuelta Murcia